# Allan Quatermain a la ciutat perduda d'or
Allan Quatermain a la ciutat perduda d'or (títol original: Allan Quatermain and the Lost City of Gold) és una pel·lícula estatunidenca dirigida per Gary Nelson, estrenada l'any 1986. És continuació d' Allan Quatermain i les mines del rei Salomon estrenada l'any precedent, amb el mateix duo de protagonistes, Richard Chamberlain i Sharon Stone. Ha estat doblada al català.

## Argument
Les noves aventures d'Allan Quatermain i de Jessie Huston, d'ara endavant la seva companya. Mentre s'afanya per anar als Estats Units per casar-se, sorgeix un home greument ferit. Allan recull llavors les confessions del moribund.

## Repartiment
- Richard Chamberlain: Allan Quatermain
- Sharon Stone: Jesse Huston
- James Earl Jones: Umslopogaas
- Henry Silva: Agon
- Robert Donar: Swarma
- Doghmi Larbi: Nasta
- Aileen Marson: Reina Nyleptha
- Cassandra Peterson: Reina Sorais
- Martin Rabbett: Robeson Quatermain
- Rory Kilalea: Dumont

## Premis i nominacions
1987: Nominada als Premis Razzie: Pitjor actriu (Sharon Stone)